# C-12: Final Resistance
C-12: Final Resistance — видеоигра, разработанная SCE Cambridge Studio для платформы PlayStation и выпущенная в 2001 году.

## Сюжет
Действие игры разворачивается в период после вторжения на Землю враждебных людям чужеродных сил. Хотя мотивация вторжения изначально неясна, в результате нападения, оставшиеся в живых люди понимают, что пришельцы начали собирать весь не радиоактивный углерод с планеты (отсюда название игры: C — обозначение углерода, 12 — его атомная масса). Люди, оставшиеся в живых, захватываются пришельцами и превращаются в бездушных солдат-киборгов.
Игрок выступает в роли борца Сопротивления Райли Вогена, который должен спасти Землю от полного уничтожения. Вооружённый мощным арсеналом оружия, с кибернетическим имплантатом вместо левого глаза, Воген должен уничтожать инопланетян, чтобы в конце концов проникнуть на главный корабль инопланетных захватчиков и убить их лидера.

## Отзывы
| Сводный рейтинг    | Сводный рейтинг |
| Агрегатор          | Оценка          |
| ------------------ | --------------- |
| GameRankings       | 65,81 %         |
| Metacritic         | 63/100          |
| Иноязычные издания |                 |
| Издание            | Оценка          |
| Edge               | 5/10            |
| EGM                | 5/10            |
| Game Informer      | 7/10            |
| GamePro            | [ 5 ]           |
| GameRevolution     | C+              |
| GameSpot           | 5,5/10          |
| GameZone           | 8/10            |
| IGN                | 6,8/10          |
| OPM                | [ 10 ]          |
| PSM                | 8/10            |

Игра получила средние отзывы, критики посчитали, что многое позаимствовали из Syphon Filter.